# Kurd

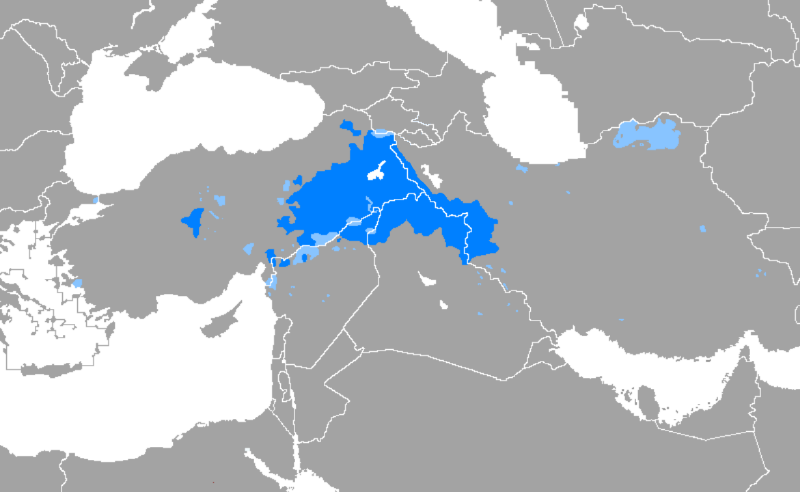
Zones de poblament kurd

El kurd (kurdî) és un idioma indoeuropeu de la branca indoiraniana que constitueix un continu dialectal. És la llengua dels kurds, parlada per prop de 31 milions de persones. El fet de no pertànyer a cap estat ajuda a la fragmentació de l'idioma, dividit en nombrosos dialectes (el nombre exacte no n'és clar), i en dues branques principals.
Actualment s'escriu amb l'alfabet llatí, tot i que no sempre ha estat així (ha passat pels caràcters ciríl·lics i àrabs). Se'n conserven documents escrits des del segle xii.
El sistema fonològic consta de 9 vocals i 26 consonants. No té una distinció de gènere marcada. És una llengua ergativa.

## Classificació
La lingüística comparativa ha demostrat que el kurd és una llengua iraniana nord-occidental que comparteix algunes isoglosses amb la resta de llengües d'aquest grup. Igual que les altres llengües iranianes nord-occidentals, està probablement relacionada amb els medes antics. Abans dels medes, la regió ocupada actualment pel kurd va estar ocupada per la llengua hurrita, que no és indoeuropea, i sobre la qual se suposa que podria estar remotament relacionada amb les llengües caucàsiques nord-orientals (hipòtesi alarodiana). Es creu que aquest substrat no indoeuropeu va influir molt en el kurd.
L'hurrita va ser substituït per les llengües iranianes, cap al 850 aC, amb l'arribada dels medes al Kurdistan. Alguns experts creuen que la influència de l'hurrita en l'indoiraní nord-occidental i en el kurd és més evident en la seva estructura ergativa, i en la seva toponímia. Un grup lingüístic també influent en el kurd, però no tant, fou el grup semític, especialment l'arameu i l'àrab.

## Nombre de parlants
A la primera dècada del segle xxi, el kurd era parlat per més de vint milions de persones. A Turquia es calcula que té uns 7,5 milions de parlants; a l'Iran, 6 milions; a l'Iraq, 4,6 milions; a Síria, 1,6 milions. En nombres inferiors, també hi ha comunitats de kurdoparlants a Armènia, l'Azerbaidjan i altres estats del Caucas, i també a Alemanya i altres estats europeus. Segons un cens publicat l'octubre de 2015, el 2009-2013 American Community Survey, als Estats Units hi hauria uns 17.000 parlants de kurd.

## Història

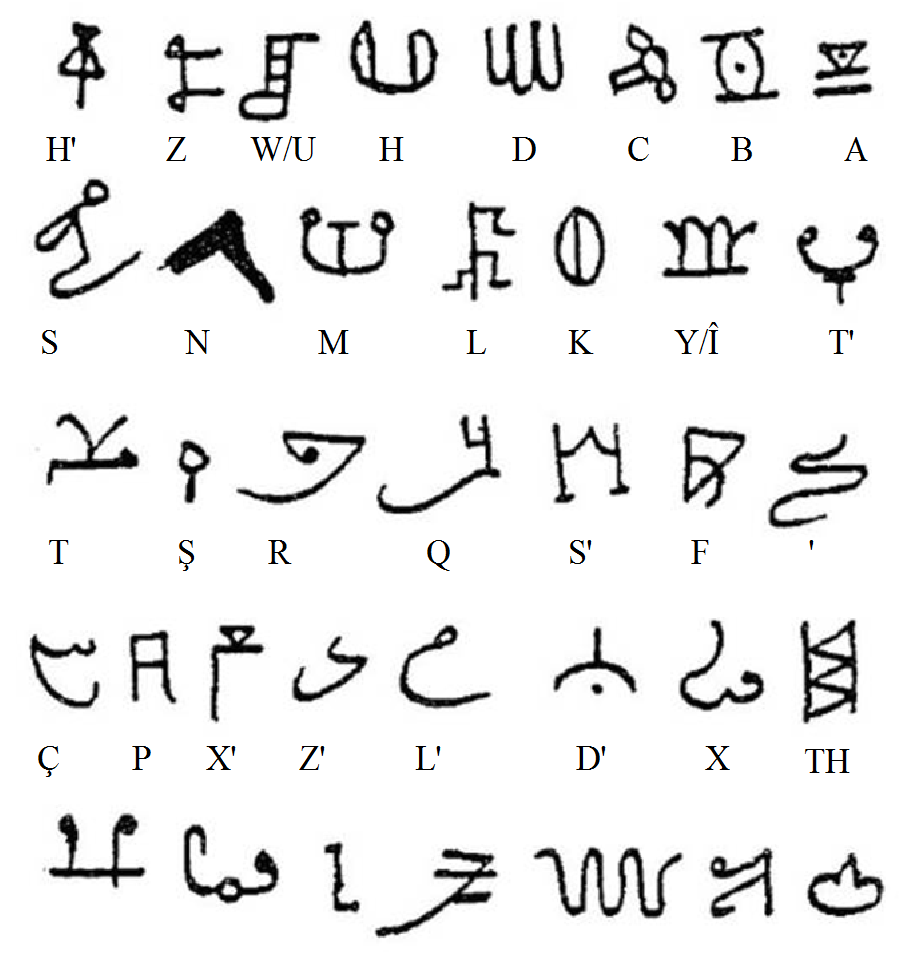
Antic alfabet usat prèviament pel kurd, segons Ibn Wahshiyya, any 856 aC

Durant la seva estada a Damasc, l'historiador Ibn Wahxiyya va descobrir dos llibres d'agricultura escrits en kurd, un sobre la cultura de la vinya i les palmeres, i l'altre sobre l'aigua i els mitjans per trobar-ne en terres desconegudes. Va traduir-los tots dos del kurd a l'àrab al començament del segle ix.
D'entre els primers textos religiosos en kurd hi ha el Yazidi Black Book, el llibre sagrat del iazidisme. Es considera que fou escrit en algun moment del segle xiii després de Crist per Hassan bin Adi (nascut l'any 1195), el besnet de Sheikh Adi ibn Musafir (mort l'any 1162), fundador d'aquest culte. Conté la versió del iazidisme de la creació del món, la creació de l'ésser humà, la història d'Adam i Eva i la principals prohibicions de la fe. Del segle xv al XVII, els poetes i escriptors clàssics en kurd desenvoluparen un llenguatge literari. Els poetes en kurd més destacables d'aquest període van ser Ali Hariri, Ahmad Khani, Malaye Jaziri i Faqi Tayran.
El sacerdot italià Maurizio Garzoni publicà el primer llibre de gramàtica kurda, titulat Grammatica e Vocabolario della Lingua Kurda, a Roma l'any 1787, després de divuit anys fent de missioner entre els kurds d'Amadiya. Aquesta obra és molt important en la història del kurd perquè és el primer reconeixement de l'ús estès d'una llengua clarament kurda. Garzoni fou anomenat rei de la kurdologia per erudits posteriors. La llengua kurda va ser prohibida en gran part del Kurdistan durant un temps. Després del cop d'estat del 1980 a Turquia fins al 1991, l'ús de la llengua kurda era il·legal a Turquia.
Després del referèndum sobre la independència del Kurdistan iraquià de 2017, el primer ministre d'Iraq, Haider al-Abadi va demanar "cancel·lar" el resultat del referèndum i iniciar un diàleg dins "el marc de la constitució". Les forces iraquianes i les Forces de Movilització Popular assaltaren la ciutat de Kirkuk i la seva província el 15 d'octubre de 2017. Davant la negativa de la coalició internacional d'intervenir, els Peixmerga van retirar-se, i el 18 d'octubre de 2017, Mossul i altres territoris circumdants van caure en mans de l'exèrcit iraquià.

## Estatus actual

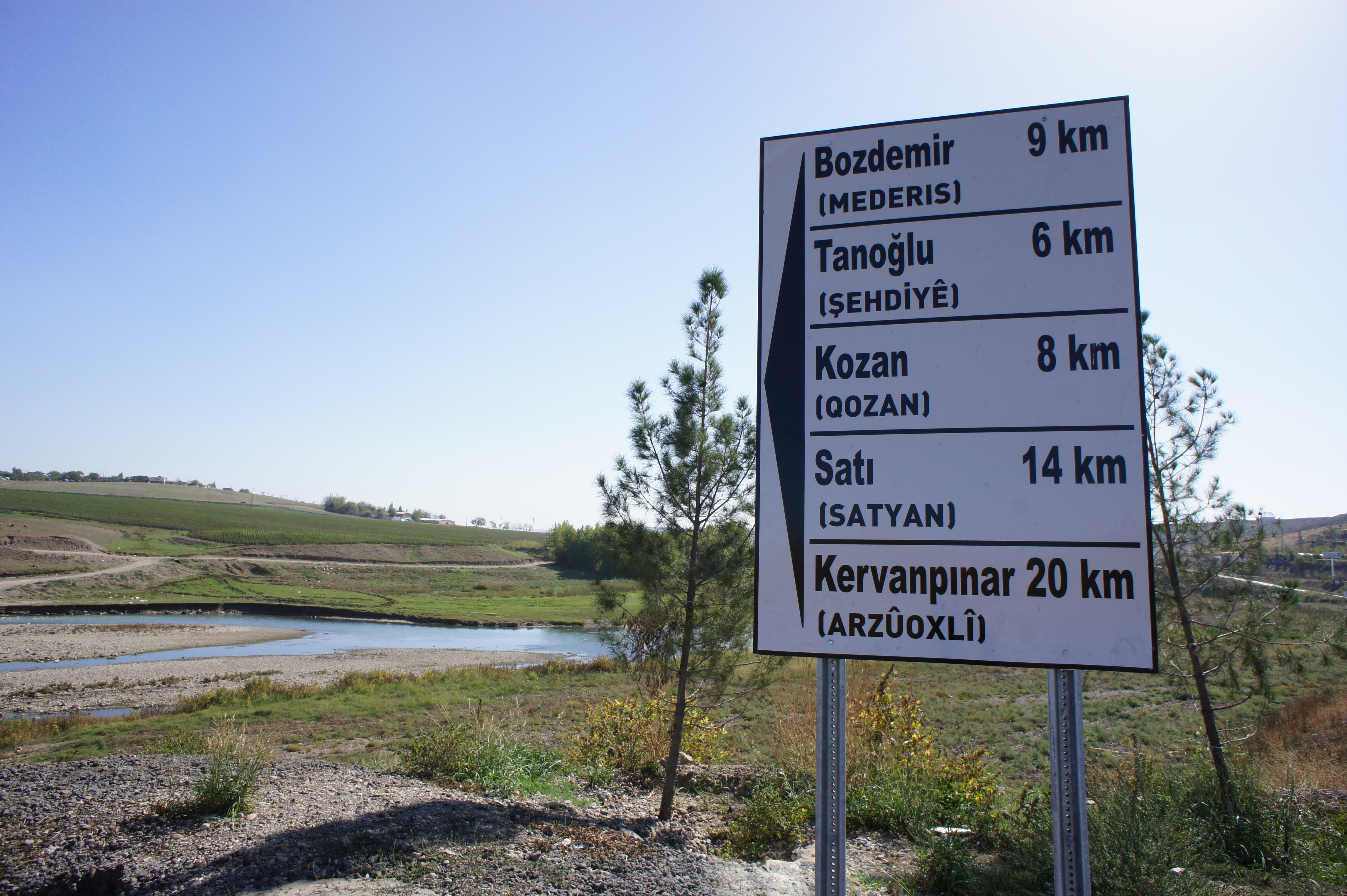
<Senyals de trànsit prop de Diyarbakır que mostren els noms de les localitats en turc (a sobre en cada cas) i en kurd (a sota)

El kurd central fou declarat llengua cooficial a l'Iraq en la Constitució de 2012. A Síria, d'altra banda, la publicació de qualsevol cosa en kurd és prohibida, tot i que aquesta prohibició ja no té vigència a causa de la guerra civil que viu el país.
A Turquia, l'estat laic i centralista de Mustafà Kemal prohibí el kurd en l'ensenyament, els mitjans de comunicació i la vida pública en general, a més de prohibir-ne els caràcters X, W i Q, inexistents en l'alfabet turc. Per extensió, estaven prohibits els noms i cognoms kurds que continguin aquestes lletres. No ha estat fins a inicis del segle XXI que les prohibicions s'han anat aixecant gradualment: el 2006 es van legalitzar les emissions en kurd en canals privats, i des del 2009 també en canals públics. El 2002, les classes en llengua kurda es van convertir en una assignatura optativa a les escoles públiques. Abans, l'ensenyament kurd només era possible a les institucions privades. El 2013 es va aprovar l'ensenyament kurd en escoles privades.
A l'Iran, malgrat que és utilitzat en alguns mitjans locals i diaris, no s'estudia a les escoles públiques. L'any 2005, 80 kurds iranians van prendre part en un experiment i van guanyar una beca per anar a estudiar al Kurdistan Iraquià.
El març de 2006, Turquia va permetre que els canals de televisió emetessin en directe programes en kurd. Tanmateix, el govern turc va dir que havien d'evitar mostrar dibuixos animats per a infants, o programes educacionals que ensenyessin kurd, i que només podrien emetre fins a 45 minuts diaris o quatre hores a la setmana. Tot i això, moltes d'aquestes restriccions als canals privats de televisió kurda van ser suavitzats el setembre de 2009.
L'any 2010, els municipis kurds del sud-est van decidir començar a imprimir les factures de l'aigua, els certificats de matrimoni, els senyals de trànsit, d'obres, d'emergència, i les notificacions socials i culturals en kurd per tota Turquia. Els sermons del divendres dels imams van començar a fer-se en aquesta llengua, i Esnaf creà etiquetes de preu en kurd.
La ràdio estatal i la Corporació de Televisió (TRT) van estrenar les emissions de la televisió kurda 24h l'1 de gener de 2009 amb el lema "vivim sota el mateix cel". El primer ministre turc envià un missatge de vídeo en kurd a la cerimònia d'obertura, que fou rebut pel ministre de cultura i per uns altres dirigents de l'estat. El canal fa servir les lletres X, W i Q durant les emissions.
Al Kirguizstan, el 96,4% de la població kurda parla kurd com a llengua nadiua. Al Kazakhstan, el percentatge corresponent n'és del 88,7%.

## Distribució de parlants
| País          | Població    | Població de parlants del kurd |
| ------------- | ----------- | ----------------------------- |
| Turquia       | 83 215 000  | 14 000 000                    |
| Iraq          | 39 413 000  | 8 500 000                     |
| Iran          | 83 375 000  | 8 200 300                     |
| Síria         | 17 514 000  | 2 000 300                     |
| Alemanya      | 83 256 000  | 600 000                       |
| Afganistan    | 32 593 000  | 200 000                       |
| Israel        | 9 151 000   | 200 000                       |
| Azerbaidjan   | 10 062 000  | 150 000                       |
| França        | 64 927 000  | 100 000                       |
| Suècia        | 10 340 000  | 85 000                        |
| Líban         | 6 665 000   | 80 000                        |
| Països Baixos | 17 384 000  | 70 000                        |
| Rússia        | 146 710 000 | 63 818                        |
| Geòrgia       | 3 722 000   | 60 000                        |
| Bèlgica       | 11 521 000  | 50 000                        |
| Regne Unit    | 67 036 000  | 49 841                        |
| Kazakhstan    | 18 638 000  | 46 348                        |
| Armènia       | 2 958 000   | 45 000                        |
| Grècia        | 11 154 000  | 42 000                        |
| Turkmenistan  | 5 980 000   | 40 000                        |
| Jordània      | 10 706 000  | 30 000                        |
| Estats Units  | 330 641 000 | 20 000                        |
| Austràlia     | 25 578 000  | 10 000                        |
| Canadà        | 37 802 000  | 6 000                         |
| Japó          | 126 151 000 | 2 000                         |